# 남해 관음포 이충무공 유적
남해 관음포 이충무공 유적(南海 觀音浦 李忠武公 遺蹟)은 대한민국 경상남도 남해군 고현면 차면리에 있는 조선시대의 유적지이다. 1973년 6월 11일 대한민국의 사적 제232호 관음포이충무공전몰유허로 지정되었으나, 2011년 현재의 명칭으로 변경되었다.

## 개요
노량해전으로 더 잘 알려진 임진왜란의 마지막 격전지로 충무공 이순신이 순국한 곳이다.
선조 31년(1598) 조선과 명나라의 수군이 도망가는 왜적들을 무찌르다 관음포 앞바다에서 최후의 결전을 벌였다. 이 때 이순신 장군은 적의 탄환에 맞아 최후를 마쳤다. 이에 관음포 앞바다는 이순신이 순국한 바다라는 뜻에서 '이락파(李落波)'라고도 부르며, 마주보는 해안에는 이락사가 있다. 그 후 순조 32년(1832)에 왕명에 따라 제사를 지내는 단과 비, 비각을 세웠다. 1965년 큰 별이 바다에 떨어지다라는 뜻인 '대성운해(大星殞海)'와 '이락사'라는 액자를 경내에 걸었다.
이락사와 관음포 앞바다는 임진왜란의 명장 이순신의 공로와 충의가 담긴 역사의 옛터일 뿐 아니라 전쟁극복의 현장이기도 하다.

## 같이 보기
- 노량해전

## 참고 자료
- 남해 관음포 이충무공 유적 - 국가유산청 국가유산포털